# فرزین مقصودلو
فرزین (فرزینه) مقصودلو از قربانیان قتل‌های زنجیره‌ای است که به همراه خواهرزاده اَش شبنم حسینی در اول آبان ماه ۱۳۷۵ در گرگان به قتل رسید.

## زندگی
فرزینه مقصودلو دختر قاسم خان مقصودلو از چهره‌های متمول شهر گرگان بود. پس از انقلاب بخش عمده‌ای از اموال آن‌ها توقیف شد و فرزین از همسرش جدا شد و به همراه دو فرزندش برای زندگی به لندن رفت. در دومین دوره ریاست جمهوری هاشمی رفسنجانی و در پی درگذشت پدرش فرزین مقصودلو به ایران آمد به این امید که بتواند با دادن حق حساب به مقامات اموال توقیف شده خانواده اش را بازپس گیرد، اما پس از بازگشت به ایران به اتهام ارتباط با سازمان جاسوسی بریتانیا ممنوع‌الخروج شد و سرانجام در تاریخ ۱/۸/۷۵ در آپارتمانی در محله گرگانپارس گرگان فرزین مقصودلو که ۴۸ سال داشت به همراه خواهرزاده ۲۱ ساله اش شبنم حسینی با ضربات متعدد چاقو به قتل رسید.

## احتمالات در مورد علت قتل وی
برخی معتقدند هدف از کشتن وی تصاحب کامل اموال او و جلوگیری از فاش شدن توطئه‌ای بود که به موجب آن ۳ تن از مقامات روحانی گرگان توانستند اموال پدر فرزین را توقیف کنند و از طرفی مطابق گفته بستگان فرزین از آنجایی که وی زنی با جایگاه اجتماعی ویژه در لندن بود و با خانواده‌های معتبر رفت‌وآمد داشت به احتمال زیاد از وی خواسته شده بود برای وزارت اطلاعات جاسوسی کند و وی زیر بار نمی‌رفت.

## چگونگی قتل
در عصر روز اول آبان ۱۳۷۵ زمانی که فرزین مقصودلو به همراه خواهرزاده اش شبنم در آپارتمانی متعلق به مادر فرزین (مادربزرگ شبنم) منتظر بود تا با چند مقام امنیتی دیدار کند و با دادن چند میلیون رشوه اجازه خروج از کشور را بگیرد قاتلین به خانه ریختند و با ضربات متعدد کارد آن دو را به قتل رساندند.
به گفته یکی از مسئولان سابق وزارت اطلاعات شب قتل فرزین و شبنم، سعید امامی برای یک مأموریت ۳ روزه به گرگان رفته بود و پس از بازگشت به تهران در جلسه ای به وزیر اطلاعات فلاحیان گفت: «الحمدلله مشکل گرگان هم حل شد.»